# Flugwild
Flugwild (auch Federwild) ist Wild und gehört definitionsgemäß zu den Tieren, die den geltenden Jagdgesetzen unterstellt und dort namentlich genannt sind. Gemeint sind Vögel.
Wie auch bei anderen Tieren, die Wild sind, hat Flugwild Jagd- und/oder Schonzeiten, auch im Gesetz genannte Einschränkungen hinsichtlich Jagdmethode, Waffen, Munition etc.
Die Tatsache, dass bestimmte Vögel, die nicht bejagt werden (dürfen), dem Flugwild zugeordnet sind, hängt damit zusammen, dass für diese Vögel eine ganzjährige Schonzeit besteht. Dadurch wird aber der Vogel in die besondere Obhut und Verantwortung des Jägers gegeben, die höhere Ansprüche als die Allgemeinheit erfüllen muss (insbesondere Schutz und Wohlfahrt). Prominente Beispiele für derartige Vögel sind z. B. Habicht, Bussard, Steinadler, Seeadler.